# Volavérunt
Volavérunt è un film del 1999 diretto da Bigas Luna, basato sul romanzo omonimo di Antonio Larreta, vincitore del premio Planeta 1980. Narra un episodio nella vita del pittore spagnolo Francisco Goya.

## Trama
Il 22 luglio 1802 la duchessa d'Alba, la più ricca e indipendente vedova spagnola dei suoi tempi, offre un memorabile ricevimento per festeggiare l'inaugurazione del suo nuovo palazzo. Tra gli invitati ci sono straordinari personaggi della società spagnola: il primo ministro Manuel Godoy, la nobildonna sua amante Pepita Tudò (modella del famoso quadro La maja desnuda), nonché l'autore del medesimo, il pittore Francisco Goya.
La mattina seguente, dopo una notte di intrighi e rapporti amorosi, la duchessa, appena quarantenne, viene ritrovata morta misteriosamente nel proprio letto.

## Riconoscimenti
- 2000 - Fotogramas de Plata
  - Candidatura per miglior attore (Jordi Mollà)
  - Candidatura per miglior attrice (Aitana Sánchez-Gijón)
- 2000 - Premio Goya
  - Candidatura per miglior fotografia (Paco Femenia)
  - Candidatura per migliori costumi (Franca Squarciapino)
  - Candidatura per miglior make-Up (Lourdes Briones, Paillette, Manolo Carrtero, Annie Marandin)
  - Candidatura per miglior direzione di produzione (Luis Vallés)
- 2000 - San Sebastián International Film Festival
  - Silver Seashell alla miglior attrice (Aitana Sánchez-Gijón)
  - Candidatura per Golden Seashell (Bigas Luna)